# Ligallo
Un ligallo es un término aragonés para una agrupación local de pastores, que conformaba una de las principales instituciones sociales y económicas en la Edad Media. En Aragón no había una organización general controlada por la corona como la Mesta en Castilla.

## Denominaciones
El término ligallo se empleaba en Calatayud, Teruel, Gúdar, Híjar y otros muchos pueblos del sur aragonés, donde en parte todavía se emplea, mientras que en Zaragoza, Tauste o Ejea de los Caballeros se decía Casa de Ganaderos; en Letux, Cofradía de Pastores; en Albarracín hacían servir los términos Ligallo y Mesta juntos (Ligallo o Mesta) hasta el siglo XVI para después usar solo Mesta. Todavía en el siglo XVI se escribía Ligallo en Híjar como muestra que en 1564 Juan Francisco Cristóbal y Fernández de Heredia, tercer duque de Híjar, otorgara un mandamiento en el que se puede leer "ligallo o mesta" y ligallalmente:

pa el remedio de lo qual los lugares bien regidos y gobernados tienen sus hordinaciones mediante las quales que se suelen llamar del ligallo o mesta se gobierna por tanto Elats attendidas las cossas sobredichas y otras que para esto legittimanente nos mueben debaixo del mesmo nombre de ligallo faremos y hordenamos para la ntra. Villa de Íxar parroquia e lugar de Urrea y sus términos y que tendrá en dichos pueblos y términos y en el sitio y territorio de aqllos. ganados algunos de lana o de cabrío masclos o fembras que los criarán tendrán, comprarán, o benderán o en otra cualquiere manera las hordinaciones ligallalmente y estatutos

La reunión anual tanto de ganaderos y de sus pastores para tratar asuntos ganaderos se llamaba día de ligallo. Los Estatutos de la Cofradía de Ganaderos de la ciudad de Zaragoza establecían que el Día de esta reunión fuera el tercero después de la Pascua de Resurrección. Un consejo permanente presidía estas reuniones y cada año se leían los estatutos, se sorteaban oficios y se pagaba a los pastores. Estos últimos que estaban obligados a ir y tenían que dar cuenta de las reses que vigilaban, bajo pena de multa en caso de no hacerlo.
La palabra ha dejado señal toponímica, por ejemplo los lugares por donde pasaba el ganado se conocen como pasos de ligallo.
El uso de la palabra también se extendió hacia zonas reconquistadas en la Cataluña Nueva y el norte del Reino de Valencia. En Camarles (Bajo Ebro) hay dos barrios con nombre de Lligallo, Lligallo del Gànguil y Lligallo del Roig. En el subdialecto tortosín de los Puertos de Beceite, Puertos de Morella y la comarca del Matarraña se emplea la palabra lligallo por tener contactos históricos con pastores turolenses y bajoaragoneses, que en el siglo XX todavía empleaban ligallo (o su castellanización, ligajo). También influían que hubiera rutas trashumantes desde el Sistema Ibérico hacia el Delta del Ebro y las costas de Castellón. En Beceite  había un lligallo de pastores y otro de colmeneros.  
En Morella la institución del Ligallo existe por el menos desde 1271 con este nombre. Fue creada por Jaime I:

per nos et nostros concedimus vobis, consilio Morelle et universis hominibus aldearum et locorum omnium terminorum eiusdem, tam nostris scilicet quam ordinumque militum quorumlibet imperpetuum, quod possitis facere ligallum in termino Morelle.

Statuentes etiam quod illud ganatum "mostrench" sive amissum, quod in dito ligallo invenietur, reddatur domino cuius fuerit libere et sine impedimento.